# レッド・ダイヤモンド (2016年の映画)
『レッド・ダイヤモンド』（原題: Precious Cargo）は、マックス・アダムス監督によってカナダで製作された2016年のクライムアクション映画である。日本では「未体験ゾーンの映画たち2017」が開催されたヒューマントラストシネマ渋谷、シネ・リーブル梅田にて上映。同時に動画配信サイトの青山シアターでストリーミング配信された。
キャッチコピーは「宿命の対決が今、始まる―」。

## あらすじ
やり手の泥棒で有名なジャックの自宅に、音沙汰がなかった元仲間のカレンが突如現れる。ボスだったエディに頼まれた仕事をカレンはしくじり、追い詰められていた。
エディとの信頼回復のため、カレンの新たな仕事をジャックは手伝う決断をし、仕事仲間を呼び戻す。だがその仕事には別の目的があったことが判明し、ジャックたちは窮地に立たされるのであった。

## キャスト
※括弧内は日本語吹替
- ジャック - マーク＝ポール・ゴスラー（英語版）（三上哲）
- エディ・フィローサ - ブルース・ウィリス（樋浦勉）
- カレン - クレア・フォーラニ（魏涼子）
- サイモン - ダニエル・バーンハード（滝知史）
- ローガン - ジェナ・B・ケリー（石井未紗）
- アンドリュー・ハーツバーグ - ニック・ローブ（英語版）（落合弘治）
- ニコラス - ジョン・ブラザートン（英語版）（福田賢二）
- ジェナ - リディア・ハル（もりなつこ）
- ロバート - デヴィッド・ゴードン（中務貴幸）
- ルーカス - タイラー・ジョン・オルソン（佐野康之）
- アプサラ - サミ・バーバー（小若和郁那）

## 評価
この映画は多くの批評家から酷評されており、Rotten Tomatoesでは批評家レビューが珍しく0％の支持率を記録している。